# Прорыв блокады Ленинграда (диорама)
Музе́й-диора́ма «Проры́в блока́ды Ленингра́да» — открыт 7 мая 1985 года и посвящён прорыву блокады Ленинграда в январе 1943 года во время операции «Искра». Находится в 40 км от Санкт-Петербурга.
Входит в состав музейно-мемориального комплекса «Прорыв», основанного в 1990 году на базе данного музея-диорамы. Размещён в гранитном помещении, сооружённом в виде дота времён Великой Отечественной войны и вмонтированном в архитектурную конструкцию левобережного пандуса Ладожского моста близ деревни Марьино в Кировском районе Ленинградской области, на месте, где происходили ожесточённые бои.

## История создания

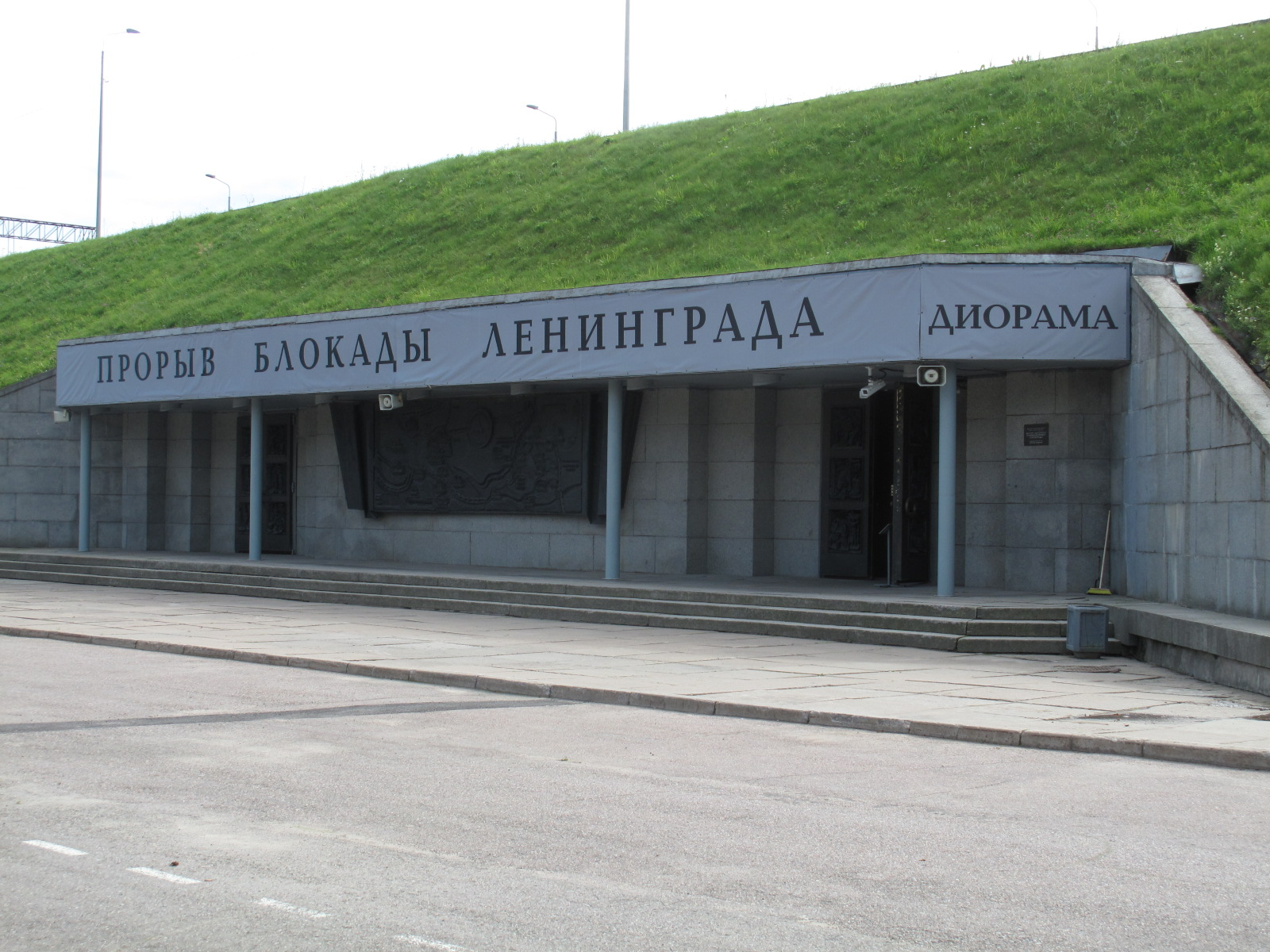
Музей-диорама «Прорыв блокады Ленинграда»

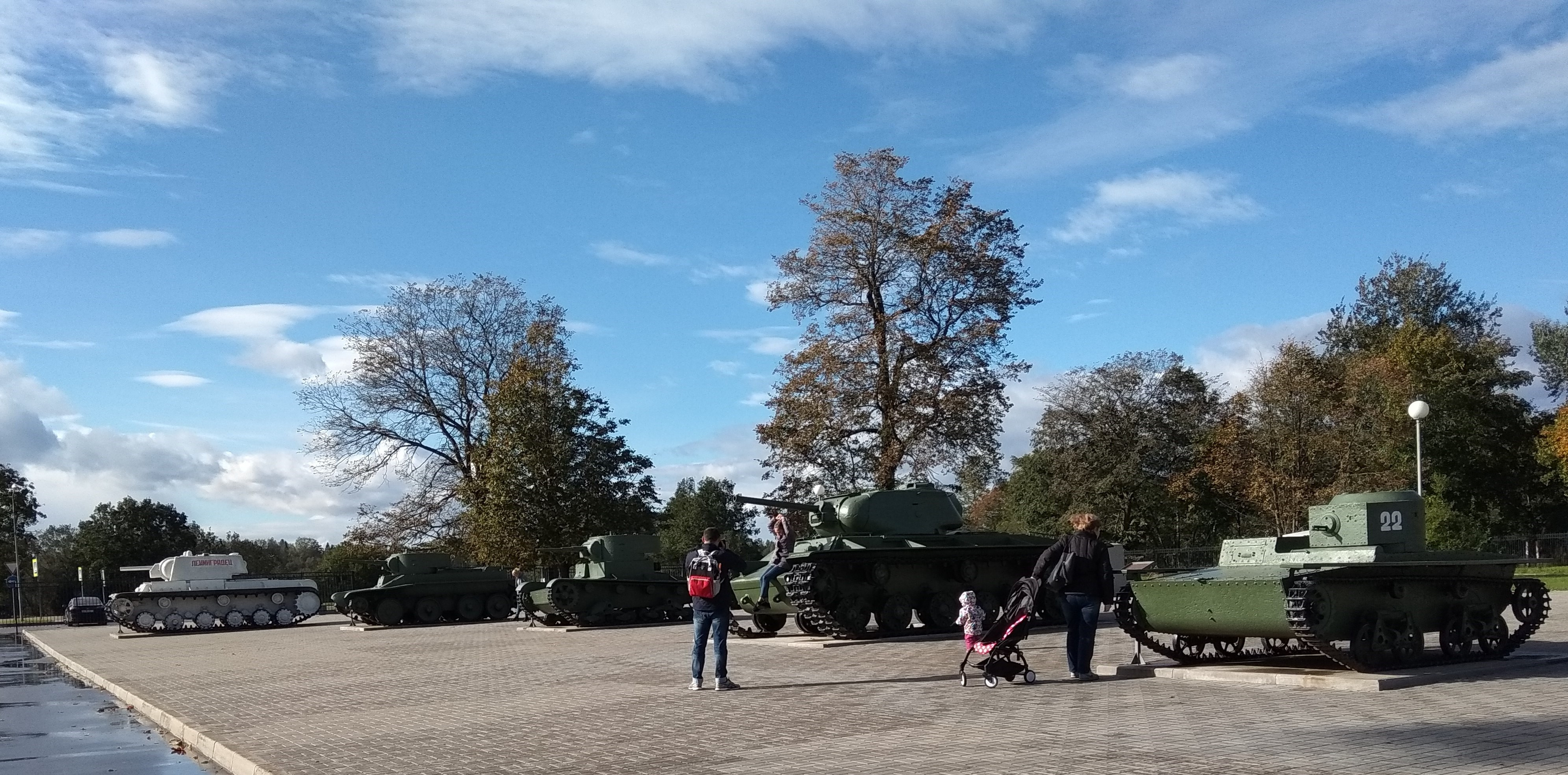
Экспозиция военной техники на мемориальном комплексе «Прорыв»

Идея создания художественно-документального полотна зародилась ещё в 1944 году. Тогда же появились и первые варианты эскиза. Однако из-за нехватки средств тот проект так и не удалось осуществить.
В 1980 году Управлением культуры Леноблисполкома было инициировано возобновление проекта. Художники принялись создавать форэскизы с отдельными сюжетами, относящимися к боевым действиям при прорыве блокады Ленинграда. Официально работа над созданием диорамы началась в 1982 году. К осуществлению проекта приступили ленинградские художники и участники обороны Ленинграда В. И. Селезнёв, К. Г. Молтенинов и Б. В. Котик. На первых этапах они создавали диораму в кинозале Нахимовского училища, но после художникам оказал содействие магазин «Океан», находившийся на Петроградской стороне, предоставив им большой торговый зал. В 1983 году к созданию диорамы подключился художник-график Н. М. Кутузов.
Когда для диорамы было относительно сооружено вмонтированное в архитектурную конструкцию левобережного пандуса Ладожского моста помещение, в него перевезли и холст. При транспортировке его сопровождали матросы крейсера «Аврора», которые также помогали осуществлять монтаж диорамы. Однако, сам музей ещё не был до конца достроен, и диорама создавалась одновременно с его строительством.
Уже на заключительном этапе в 1985 году к работе над созданием диорамы были приглашены художники Ю. Н. Гариков и Л. В. Кабачек. Именно этот этап был наиболее сложным. В то время помещение не отапливалось. Для расписания верха холста работать было необходимо в люльке, поднимаясь под самый купол. Некоторые эпизоды приходилось переписывать по несколько раз, а многочисленные общественные просмотры создавали накалённую обстановку.
Макетный план диорамы выполнялся специалистами объёмного проектирования под руководством В. Д. Зайцева. Ими был воспроизведён подлинный рельеф местности с воронками от бомб и снарядов, а также фрагменты инженерных сооружений, выполненных в натуральную величину. Значительный вклад в создание диорамы также внесли военные консультанты — кандидат исторических наук В. П. Зайцев и непосредственные участники прорыва блокады Ленинграда полковники в отставке Д. К. Жеребов и И. И. Соломахин. Изображения военной техники, обмундирование солдат и офицеров были реконструированы с максимальной исторической достоверностью.

## Описание

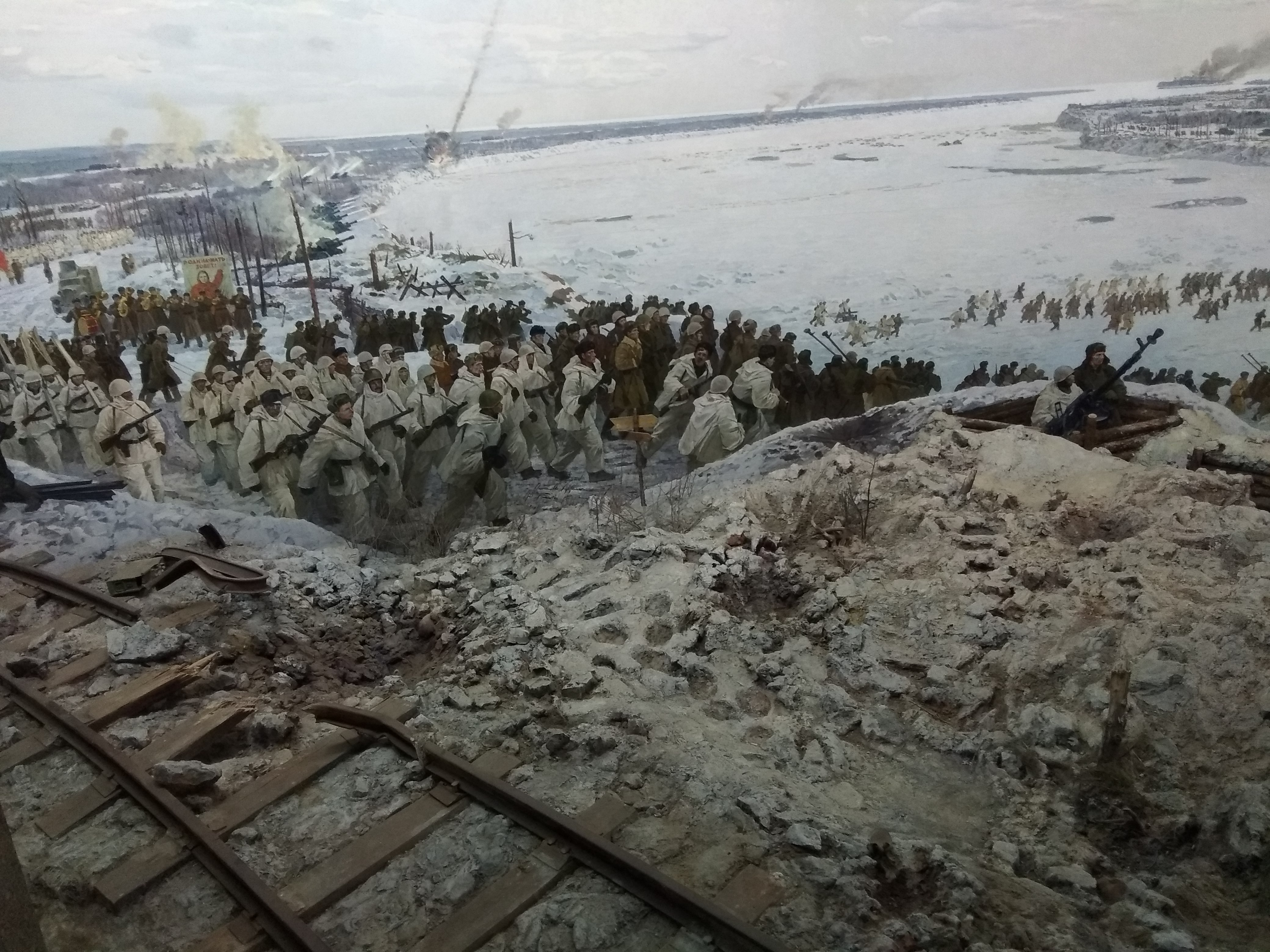
Фрагмент диорамы «Прорыв блокады Ленинграда»

7 мая 1985 года, к 40-летию Дня Победы, состоялось открытие музея-диорамы «Прорыв блокады Ленинграда». Полотно диорамы имеет размер 40 на 8 метров. На нём отражены события боёв с 12 по 18 января 1943 года. Показано форсирование Невы (вид с правого берега) частями 67-й армии Ленинградского фронта под командованием генерал-лейтенанта Л. В. Говорова в ходе операции «Искра» (в то время с востока навстречу ленинградцам пробивалась 2-я ударная армия Волховского фронта под командованием генерал-лейтенанта В. З. Романовского). Именно тогда, 12 января 1943 года, советские войска двумя фронтами прорвали германскую оборону на Шлиссельбургско-синявинском выступе и, разгромив 18-ю армию вермахта, соединились 18 января.
На базе музея-диорамы в 1990 году был основан одноимённый музей-заповедник, а в 2003 году перед диорамой была установлена открытая экспозиция бронетехники, участвовавшей в операциях по прорыву блокады Ленинграда. 18 января 2018 года рядом с музеем-диорамой на территории комплекса был открыт музей-панорама «Прорыв».